# Efecto de Haas–van Alphen
El efecto de de Haas–van Alphen, a menudo abreviado a dHvA, es un efecto mecánico cuántico en el cual la susceptibilidad magnética de un cristal de metal puro oscila al aumentar la intensidad de un campo magnético aplicado B. Otras cantidades también oscilan, como la resistividad eléctrica (efecto de Shubnikov–de Haas), el calor específico y la atenuación del sonido y la velocidad.  Su nombre es en honor a Wander Johannes de Haas y su estudiante Pieter M. van Alphen.
Las oscilaciones de la susceptibilidad cuándo se representan frente a {\displaystyle 1/B}, tienen un periodo {\displaystyle P} (en teslas-1 ), que es inversamente proporcional al área {\displaystyle S} de la órbita extremal de la superficie de Fermi (en m-2), en la dirección del campo aplicado, esto es
{\displaystyle P\left(B^{-1}\right)={\frac {2\pi e}{\hbar S}}},
dónde {\displaystyle \hbar } es la constante de Planck y {\displaystyle e} es la carga elemental.
La formulación moderna permite la determinación experimental de la superficie de Fermi de un metal a partir de medidas realizadas con orientaciones diferentes del campo magnético alrededor de la muestra. 
El efecto dHvA proviene del movimiento orbital de los electrones itinerantes en el material. Un fenómeno equivalente para campos magnéticos bajos es el diamagnetismo de Landau en metales.

## Historia
Experimentalmente  se descubrió en 1930 por W.J. de Haas y P.M. van Alphen durante el estudio detallado de la magnetización de un único cristal de bismuto. La magnetización oscilaba en función del campo. La inspiración para el experimento fue el recientemente descubierto efecto Shubnikov–de Haas, por Lev Shubnikov y de Haas, el cual mostró oscilaciones de la resistividad eléctrica en función de un campo magnético fuerte. De Haas creyó que la magnetorresistencia se debería comportar de manera análoga.
La predicción teórica del fenómeno fue formulada antes del experimento, en el mismo año, por Lev Landau, pero él desechó la idea ya que pensó que los campos magnéticos necesarios para su manifestación aún no se podían crear en un laboratorio. El efecto se describe matemáticamente utilizando la cuantización de Landau de las energías del electrón bajo un campo magnético aplicado. Para que un material manifieste el efecto dHvA se necesita un campo magnético homogéneo fuerte (típicamente de varios teslas) y una temperatura baja. Más tarde en vida, durante una discusión privada, David Shoenberg preguntó a Landau por qué  creía que una manifestación experimental no era posible. Contestó diciendo que Pyotr Kapitsa, el tutor de Shoenberg, le había convencido de que tal homogeneidad en el campo era poco práctica.
Después de los años 1950, el efecto dHvA obtuvo una mayor relevancia después de que Lars Onsager (1952), e independientemente, Ilya Lifshitz y Arnold Kosevich (1956), indicaran  que el fenómeno se podría utilizar para obtener una imagen de la superficie de Fermi de un metal.